# خليل طافش
خليل طافش مسرحي فلسطيني ولد عام 1943م في قرية عاقر في فلسطين. ويوصف بأنه مؤسس المسرح الوطني الفلسطيني في المهجر.

## السيرة الشخصية
نشأ خليل طافش وترعرع في معسكر الشاطيء للاجئين بقطاع غزة، ودرس المسرح في القاهرة وتخرج من المعهد العالي للفنون المسرحية في القاهرة عام 1969.وكانت بدايته مع فرقة حركة فتح المسرحية منذ عام 1969
وأثناء مهرجان المسرح العربي في الرباط عام 1974، كان أول من دعا إلى تشكيل فرقة قومية عربية تضم فنانين من أنحاء الوطن العربي خلال مؤتمر صحفي، لكن هذه الدعوة لم يلتفت إليها أحد في حينه إلى أن جاء الفنان المغربي الطيب الصديقي وأقام الفرقة في أوائل الثمانينات.

وفي عام 1970 ومع بداية أحداث أيلول في الأردن، توقف نشاط «فرقة فتح المسرحية» فترة من الوقت، إلا أنها استطاعت وبفضل مجهودات شبابها أن تعيد نشاطها من جديد وكان ذلك خلال عام 1971، أي بعد سنة من التوقف، وكانت العودة أكثر موضوعية وأكثر فعالية حيث كانت هناك مجموعة من الشباب الذين يملكون الرغبة والخبرة ولديهم مؤهلات علمية أكاديمية في فن المسرح. وحينها قام خليل طافش بتطوير «فرقة فتح المسرحية» لتصبح فرقة «المسرح الوطني الفلسطيني» كي تكون أكثر شمولية للفلسطينيين. وكانت البداية ترويجاً لأفكار منظمة التحرير الفلسطينية التي تبنتها، حيث قدمت عروضاً كثيرة تدعو إلى الثورة وتمجد الشهادة وتحث الناس على الصمود. الا أن الفرقة سرعان ما استقطبت بعض المسرحيين الفلسطينيين الخريجين والذين تلقوا دراستهم في عواصم مختلفة مثل الفنان عبد الرحمن أبو القاسم الذي كان يعمل في فرق مسرحية سورية وغيرهم كثيرون من المسرحيين والمثقفين. 

واثناء توليه إدارة الفرقة، قدمت مسرحية «محاكمة الرجل الذي لم يحارب» لممدوح عدوان من إخراج حسن عويتي، وقدمت في مهرجان دمشق المسرحي الرابع عام 1972 ومهرجان الجامعة الأول للفنون المسرحية. كما زارت الفرقة تونس والجزائر وعرضت في أكثر مدنها وقراها. 
وجاءت مسرحية «العصافير تبني أعشاشها بين الأصابع» تحت عنوان «الكرسي» لمعين بسيسو من إخراج خليل طافش، بداية جديدة للإبداع وللانطلاق نحو العالم، ولاقت المسرحية نجاحاً كبيراً في الأوساط العربية، ومثلت فلسطين في مهرجان المسرح العربي في الرباط بالمغرب عام 1974. وحققت صدى كبيراً في أوروبا حتى وصفتها صحيفة لوموند الفرنسية بأنها أهم المسرحيات التي عالجت قضية فلسطين، وأشادت الصحيفة بالمسرحية فقالت «في النص جمال شعري والإخراج رائع جداً» في إشارة للمخرج طافش.

ونتيجة لهذا النجاح، استقطبت الفرقة عدداً أكبر من الفنانين الفلسطينيين الأكاديميين والهواة، فانضم إليها يوسف حنا وداوود يعقوب وأكرم شريم وزيناتي قدسية من الأردن. كما انضم إليها أيضاً حسن عويتي وبسام لطفي وسعيد المزين ويعقوب أبو غزالة وزهير الحسن وحسين أبو حمد ومفيد أبو حمدة وتيسير إدريس وغيرهم، إضافة إلى الفنانين السوريين الذين ساهموا في تقديم الأنشطة المسرحية مثل فواز الساجر، سعد الله ونوس، ممدوح عدوان، نجاح سفكوني، وغيرهم.
كما يعد خليل طافش مؤسس المسرح الجامعي بدمشق سنة 1972م حيث قدّم مسرحية «مهاجر بريسبان» للكاتب جورج شحادة، هذا المسرح الذي قدّم عدد من المواهب الذين أصبحوا فيما بعد من نجوم الفن الدرامي أمثال داوود جلاجل ورشيد عساف وفيلدا سمور وغيرهم.
كما يعتبر خليل طافش مؤسس المسرح الموريتاني الذي استفاد من خبرته في الفترة ما بين 1977 وحتى التحاقه بالسلطة الوطنية الفلسطينية عام 1994 ليتولى إدارة دائرة التنشيط المسرحي بوزارة الثقافة، وتقاعد عام 2003م.

## أهم أعماله
- مسرحية «الكرسي» عن «العصافير تبني أعشاشها بين الأصابع» للشاعر الفلسطيني معين بسيسو
- مسرحية «العنب الحامض» للكاتب البرازيلي غوليرميه فيجويريدو.
- مسرحية «الجسر» (عن جسر آرتا) للكاتب جورج ثيوتوكا.
- مسرحية «مهاجر بريسبان» للكاتب جورج شحادة